# Shock Session-EP
Shock Session – EP är en akustisk EP av det amerikanska alternativ rock-bandet The Red Jumpsuit Apparatus som utgavs 20 mars 2009.

## Låtlista
1. "Pen & Paper (Akustisk)" - 3:42
2. "You Better Pray (Akustisk)"  - 3:25
3. "Face Down (Akustisk)" - 3:06